# 押川壽夫
押川 壽夫（おしかわ としお、Berard Toshio Oshikawa, O.F.M. Conv., 1941年3月25日-）は、日本のカトリック教会聖職者でカトリック那覇教区第2代司教。コンベンツァル聖フランシスコ修道会士で、洗礼名は「べラルド」。

## 経歴
1941年3月25日、鹿児島県名瀬市(現奄美市名瀬)で生まれる。奄美大島で宣教の傍ら約半世紀に渡り社会福祉に貢献したゼローム・ルカゼウスキー神父の指導により司祭職を目指して、中学校3年生で長崎県長崎市の聖母の騎士学園に入学。高校3年生時には小神学校の生徒代表プレゼスとなった。東京都王子のコンベンツァル会大神学校に進学し、ローマの同修道会大神学院に留学。
1967年12月21日に司祭に叙階され、奄美大島の大笠利教会等で働いた後、コンベンツアル会管区長を務めた。1997年1月24日、石神忠真郎司教の引退に伴い教区司教に任命され、同年5月25日に司教叙階。2017年12月9日、教皇フランシスコに定年による引退が承認され、後任としてカプチン会のウェイン・フランシス・バーント神父が任命された。